# Petite suite scholastique
La Petite suite scholastique est une suite pour orgue, composée par Déodat de Séverac et publiée en 1913.

## Composition
Déodat de Séverac compose sa Petite suite scholastique pour orgue avant 1913, date de publication par la Librairie de l'Art catholique. Le musicien s'intéressait à la musique sacrée avant même d'être élève à la Schola Cantorum.
La Petite suite scholastique est développée sur un thème de carillon languedocien, qui serait celui de Saint-Félix-Lauragais d'après Robert Jardillier :

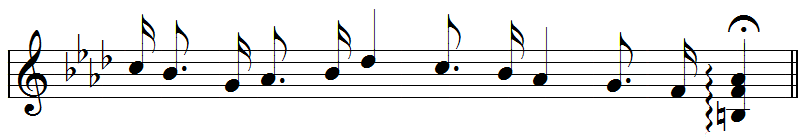
Séverac - thème du carillon pour la Petite Suite scholastique.

## Présentation
L'œuvre est en cinq mouvements :
1. Prélude (ou Entrée) — Allegretto (non troppo) molto legato à deux temps (noté ) en fa mineur, qui « s'engage sur un fugato et poursuit dans un style linéaire avec principales modulations dans les tons voisins (ut mineur, la bémol majeur)[6] » ;
2. Méditation (ou Offertoire) — Andante espressivo e legato à 
 en sol mineur, qui est très chromatique et « rappelle Vierne, dans son titre et dans son esthétique[6] » ;
3. Prière-Choral (ou Élévation) — Adagio espressivo à quatre temps (noté ) en ré bémol majeur, qui « traite alors le thème [le carillon] cyclique selon quatre périodes[6] » ;
4. Cantilène mélancolique (ou Communion) — Andantino espressivo à 
 en fa mineur, qui reprend le thème en ternaire « dans les douceurs élégiaques d'une pastorale[6] » ;
5. Fanfare fuguée (ou Sortie) — Allegro marziale à 
 en fa majeur, qui conclut la suite dans un « staccato joyeux [...], qu'une brutale modulation en la bémol majeur relance avec panache[6] ».

## Analyse
Pierre Guillot constate que la partition indique deux registrations possibles, l'une pour orgue à deux claviers sans pédalier, l'autre pour harmonium, et que la Suite constitue ainsi « un office catholique complet pour l'organiste urbain ou rural ». 
Pour lui, le « thème du carillon, prétexte à cinq variations, est plutôt prétexte à cinq réminiscences, des réminiscences affectives, toutes nostalgiques, voire tragiques. [...] En retrouvant l'orgue et le sacré, Séverac se veut scolastique, sans pouvoir récuser un impressionnisme certain. Il construit, développe même, il contrepointe avec une souplesse, une maîtrise et un art consommés. Mais il reste avant tout poète et croyant. Et si cette Suite enchaîne cinq variations sur un thème identique, autant que réminiscences, elles sont réflexions, dialogues intérieurs et peintures de l'âme ».

## Discographie
- Déodat de Séverac, L'Œuvre pour orgue (intégrale des œuvres pour orgue), Pierre Guillot (orgues Cavaillé-Coll de l'Église Saint-François-de-Sales de Lyon, 1979) CD Erato / Distribution Warner Music (2009[8]) ;
- Déodat de Séverac, La lyre de l’âme (l'œuvre pour orgue et motets pour chœur et orgue), Olivier Vernet (orgue), Maîtrise de garçons de Colmar, Arlette Steyer (dir.), CD Ligia 0104244-12 / distribution Harmonia Mundi (2011-2012[9]).

### Ouvrages généraux
- Vladimir Jankélévitch, La présence lointaine : Albeniz, Séverac, Mompou, Paris, Seuil, coll. « Points » (no 912), 2021 (1re éd. 1983) (ISBN 978-2-7578-9065-3).
- François Sabatier, « Déodat de Séverac », dans Gilles Cantagrel (dir.), Guide de la musique d'orgue, Paris, Fayard, coll. « Les Indispensables de la musique », 1991, 840 p. (ISBN 2-213-02772-2), p. 723-724.

### Monographies
- Jean-Bernard Cahours d'Aspry, Déodat de Séverac, musicien de lumière. Sa vie, son œuvre, ses amis (1872-1921), Atlantica-Séguier, coll. « Carré Musique », 2001, 145 p. (ISBN 978-2-84049-235-1).
- Pierre Guillot, Déodat de Sévérac : musicien français, Paris, L'Harmattan, 2010, 354 p. (ISBN 978-2-296-13156-9, présentation en ligne).